# 레귤러 쇼 시즌 1
미국의 텔레비전 애니메이션 《레귤러 쇼》의 첫 번째 시즌은 카툰 네트워크에서 방송되었다. 시리즈 속 대다수의 인물은 J. G. 퀸텔이 학창 시절 캘리포니아 예술 학교에 다니면서 만든 영화 《The Naive Man From Lolliland》와 《2 in the AM PM》에 기초하여 만들어졌다. 과거 《레귤러 쇼》는 카툰 네트워크가 신인 작가를 발굴하기 위해 기획한 The Cartoonstitute 프로젝트의 일환이었다.
《레귤러 쇼》 첫 번째 시즌의 에피소드는 〈마법 파워〉로 시작해 〈모디카이와 릭비 밴드〉로 끝난다. 각본 및 스토리보드는 카툰 네트워크 스튜디오의 J. G. 퀸텔과 션 스젤스(Sean Szeles), 타케우치 시온, 마이크 로스, 제이크 암스트롱, 벤튼 코너, 캣 모리스, 폴 스칼라타(Paul Scarlata), 켄트 오즈본이 작성했다. 시청 등급은 TV-PG와 TV-PG-V를 받았다.

## 개발

### 개념
공원 관리인으로 일하는 23살 큰어치 모디카이와 동갑 친구인 너구리 릭비는 싫증난 일상에서 벗어나기 위해 어떻게든 게으름을 피우고 신나게 놀며 하루를 보낸다. 공원 상관인 벤슨과 동료인 스킵스는 모디카이와 릭비의 그런 모습에 대해 불쾌하게 여기지만, 공원 소유주인 팝스는 즐거워한다. 다른 동료인 머슬맨과 하이파이브 고스트는 모디카이와 릭비의 경쟁자로 등장한다. 이 시리즈는 모디카이와 릭비가 일을 제쳐두고 노는 것을 중심으로 이야기가 전개된다. 하지만 이들은 스스로 했던 무책임한 행동이 생각했던 것보다 일을 더 크게 만들어버리기 때문에 그로 인한 대가를 치러야 하기도 한다. 결과적으로 모디카이와 릭비는 기상천외하고 초현실적인 재난과 같은 상황을 초래한다.

### 제작
시리즈 속 대다수의 인물들은 J. G. 퀸텔이 학창 시절 캘리포니아 예술 학교에 다니면서 만든 영화 《The Naive Man From Lolliland》와 《2 in the AM PM》에 기초하여 만들어졌다. 과거 《레귤러 쇼》는 카툰 네트워크가 신인 작가를 발굴하기 위해 기획한 Cartoonstitute 프로젝트의 일환이었다. 퀸텔은 시리즈 제작이 허가되자 독립 만화 작가들을 모집하여 시리즈를 만드는 데 필요한 제작진을 꾸렸다. 첫 번째 시즌의 각본과 스토리보드는 카툰 네트워크 스튜디오의 J. G. 퀸텔과 션 스젤스, 타케우치 시온, 마이크 로스, 제이크 암스트롱, 벤튼 코너, 캣 모리스, 폴 스칼라타, 켄트 오즈본이 작성했고, 시청 등급은 TV-PG와 TV-PG-V를 받았다.

## 배역

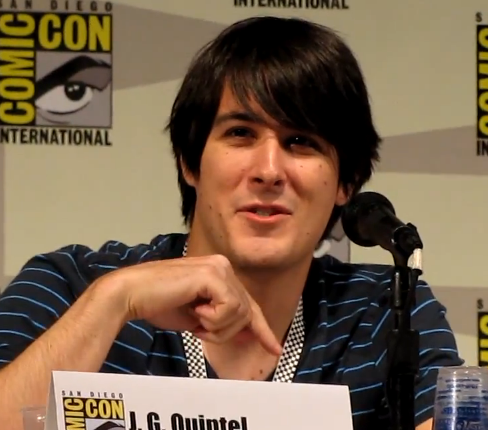
J. G. 퀸텔은 대학 시절에 만든 영화를 바탕으로 시리즈를 만들었다.

이 시리즈에는 퀸텔과 윌리엄 샐리어스가 각각 모디카이와 릭비의 성우로 참여한다. 퀸텔은 작가 팀들이 등장 인물들의 호감을 불러일으키기 위해 너무 유치하지 않고 일상 생활에서 쓰이는 구어체적인 대사를 쓰려고 노력했다고 말했다. 그리고 샘 마린은 벤슨과 팝스, 머슬맨의 목소리를, 마크 해밀은 스킵스의 목소리를 연기했다.
모디카이 캐릭터는 퀸텔의 대학 시절을 상징하는데, 퀸텔은 "그 때는 바로 여러분들이 친구들과 많은 시간을 보내고 바보같을 정도로 신나는 걸 하는 시간으로 생각할 수 있으면서도 그 때를 진지하게 떠올리고 있을 것"이라고 말했다. 릭비 캐릭터는 퀸텔이 우연히 포스트잇에 훌라후프하는 너구리를 그리면서 만들어졌다. 그는 그런 디자인을 마음에 들어했고, 릭비를 괴짜같으면서도 좀 더 무책임한 캐릭터로 발전시켰다.

## 평가
이 시즌은 많은 비평가로부터 대체로 긍정적인 평가를 받았는데, 메타점수에서 76%에 달하는 평가 점수를 얻었다. 비평가들은 시리즈에 나오는 성인 취향의 외설적인 농담과 풍자성, 애니메이션 특유의 스타일, 그리고 목소리 연기에 긍정적인 반응을 표했다.

## 에피소드
| 전체 번호 | 시즌 번호 | 제목                                               | 각본 및 스토리보드                       | 본 방송 날짜     | 대한민국 방송 날짜 | 제작 번호 | 미국 시청자 수 (100만) |
| --- | --------- | -------------------------------------------------- | ---------------------------------------- | ---------------- | ------------------ | --------- | ---------------------- |
| 1 | 1         | "마법 파워" "The Power"                            | J. G. 퀸텔                               | 2010년 9월 6일   | 2013년 3월 4일     | 697-003   | 2.10                   |
| 방에서 놀다가 벽에 구멍을 낸 모디카이와 릭비는 수리비 마련을 위해 마법 키보드로 벤슨을 조종해 돈을 얻는다. 곧 그들은 마법 키보드로 원하는 것을 할 수 있음을 깨닫고 실행에 옮기던 중 릭비의 실수로 스킵스가 달로 이동한다. 그를 되찾기 위해 함께 달로 이동한 공원 직원들은 과거에 릭비가 옮긴 괴물과 맞닥뜨린다. |           |                                                    |                                          |                  |                    |           |                        |
| 2 | 2         | "의자 놓기" "Just Set Up the Chairs"               | 션 스젤스, 타케우치 시온                 | 2010년 9월 13일  | 2013년 3월 4일     | 697-004   | 1.90                   |
| 어린이들의 생일 파티에 쓸 의자를 세워 놓으라는 명령을 받은 모디카이와 릭비는 자신들의 임무 대신 옛날 오락기를 가지고 놀다가 뜻하지 않게 비디오 게임 속 파괴자를 해방한다. 파괴자가 공원을 완전히 파괴하기 전까지 모디카이와 릭비는 그를 물리쳐야 한다.                                                          |           |                                                    |                                          |                  |                    |           |                        |
| 3 | 3         | "커피와 콘서트 티켓" "Caffeinated Concert Tickets" | J. G. 퀸텔, 마이크 로스                  | 2010년 9월 20일  | 2013년 3월 4일     | 697-001   | 1.72                   |
| 콘서트 푯값을 마련하기 위해 시간 외 근무를 하는 모디카이와 릭비는 졸음을 참기 위해 거대 커피콩과 그의 통역자와 맹목적으로 계약을 하고 이들에게 곧 배반된다. 삽입곡: 러버보이의 〈Working for the Weekend〉 목소리 특별 출연: 거대 커피콩 역의 S. 스콧 불럭                                                      |           |                                                    |                                          |                  |                    |           |                        |
| 4 | 4         | "죽음의 펀치" "Death Punchies"                     | J. G. 퀸텔, 마이크 로스, 제이크 암스트롱 | 2010년 9월 27일  | 2013년 3월 5일     | 697-007   | 1.98                   |
| 펀치 대결에서 항상 지던 릭비는 복수를 위해 데스권도 도장에서 강펀치를 날리는 방법을 훔쳐 훈련하고, 그 사실을 안 모디카이는 릭비와의 대결에서 맞서지만 계속된 싸움으로 둘은 죽을 위기에 처한다. 삽입곡: 조 에스포지토의 〈You're the Best〉                                                                      |           |                                                    |                                          |                  |                    |           |                        |
| 5 | 5         | "케이크를 위하여" "Free Cake"                      | 캣 모리스, 폴 스칼라타                   | 2010년 10월 4일  | 2013년 3월 5일     | 697-011   | 2.10                   |
| 공짜 케이크를 먹기 위해 스킵스의 깜짝 생일 파티를 계획하고 그를 찾으러 다니던 모디카이와 릭비는 그가 영생을 위해 치르고 있던 의식을 방해해 죽을 위기에 처하게 한다. 목소리 특별 출연: 게리 역의 로빈 앳킨 다운즈와 젊음의 수호자들 역의 데이비드 케인                                                           |           |                                                    |                                          |                  |                    |           |                        |
| 6 | 6         | "소시지의 반란" "Meat Your Maker"                  | 션 스젤스, 타케우치 시온                 | 2010년 10월 11일 | 2013년 3월 11일    | <697-012  | 1.87                   |
| 바비큐에 쓰일 소시지를 엉망으로 만든 릭비는 모디카이와 새 소시지를 찾다가 고기 저장고에 갇힌다. 거기서 둘은 말하는 소시지들을 만나 서로 탈출할 수 있게 도와주기로 약속하지만 소시지들이 배신하고 공원 직원 모두를 잡아먹으려 한다. 목소리 특별 출연: 대장 소시지 역의 팀 커리                                   |           |                                                    |                                          |                  |                    |           |                        |
| 7 | 7         | "디럭스 치즈 샌드위치" "Grilled Cheese Deluxe"     | 션 스젤스, 타케우치 시온                 | 2010년 10월 18일 | 2013년 3월 11일    | 697-008   | 2.16                   |
| 벤슨의 디럭스 치즈 샌드위치를 훔쳐 모디카이와 나눠 먹다 걸린 릭비는 벤슨의 명령에 모디카이와 샌드위치를 사러 가던 중 누가 더 거짓말을 잘 하는지 서로 대결하다가 더 큰 문제에 직면하게 된다. 삽입곡: 톰슨 트윈스의 〈Lies〉 목소리 특별 출연: 윌리엄스 소장 역의 스콧 맥도널드                                   |           |                                                    |                                          |                  |                    |           |                        |
| 8 | 8         | "유니콘을 쫓는 법" "The Unicorns Have Got to Go"   | 캣 모리스, 폴 스칼라타                   | 2010년 10월 25일 | 2013년 3월 5일     | 697-005   | 2.42                   |
| 모디카이는 마가렛을 유혹하기 위해 남성 향수를 사서 뿌리지만, 마가렛 대신 분대질을 좋아하는 유니콘 패거리가 몰려들어 그들을 쫓아내려 한다. 목소리 특별 출연: 유니콘 2와 4 역의 S. 스콧 불럭 |           |                                                    |                                          |                  |                    |           |                        |
| 9 | 9         | "장난전화" "Prank Callers"                         | J. G. 퀸텔, 마이크 로스, 켄트 오즈본     | 2010년 11월 1일  | 2013년 3월 11일    | 697-009   | 2.10                   |
| 장난전화의 마스터는 모디카이와 릭비가 계속 자신에게 장난전화를 걸자 그들을 1982년으로 보내고, 모디카이와 릭비는 원래의 시간으로 돌아가려 한다. 목소리 특별 출연: 장난전화의 마스터 역의 팀 커리 |           |                                                    |                                          |                  |                    |           |                        |
| 10 | 10        | "릭비의 동생" "Don"                                | 벤튼 코너, 캣 모리스, J. G. 퀸텔         | 2010년 11월 8일  | 2013년 3월 5일     | 697-006   | 2.09                   |
| 릭비의 남동생인 돈은 공원의 재정 문제를 해결해 주러 오지만 릭비는 그에게 열등감을 느끼며 그를 증오한다. 목소리 특별 출연: 돈 역의 줄리안 딘 |           |                                                    |                                          |                  |                    |           |                        |
| 11 | 11        | "달아나버린 몸" "Rigby's Body"                     | J. G. 퀸텔, 마이크 로스                  | 2010년 11월 15일 | 2013년 3월 4일     | 697-002   | 1.93                   |
| 릭비가 군것질을 너무 많이 하자 릭비의 몸은 자신의 의식을 강제로 몸 밖으로 내던지고 달아난다. 릭비를 되돌리기 위해 모디카이와 스킵스는 그의 몸을 찾으러 다니다 다른 의식이 들어가 있는 릭비의 몸을 발견한다. 목소리 특별 출연: 보디빌더 역의 제프 베넷                                                           |           |                                                    |                                          |                  |                    |           |                        |
| 12 | 12        | "모디카이와 릭비 밴드" "Mordecai and the Rigbys"   | 션 스젤스, 타케우치 시온                 | 2010년 11월 22일 | 2013년 3월 11일    | 697-010   | 2.03                   |
| 밴드 대회에 얼떨결에 나가게 된 모디카이와 릭비는 대회 연습을 하다가 미래의 자신들이 나타나 현재의 그들을 도와준다. 삽입곡: 모디카이 역의 Sean Szeles의 〈Party Tonight〉 목소리 특별 출연: 레코드의 해설자 역의 폴 F. 톰킨스                                                                                    |           |                                                    |                                          |                  |                    |           |                        |

## 비디오 제품 발매
| 〈Regular Show: The Complete First & Second Seasons〉                         |                                                                               |                                                                               |                                                                               | | | | |
| 세부 정보                                                                     | 세부 정보                                                                     | 세부 정보                                                                     | 세부 정보                                                                     | 특별 부록 | 특별 부록 | 특별 부록 | 특별 부록 |
| - 40편 - 디스크 2매 - 1.78:1 종횡비 - 음성: 영어 (돌비 스테레오) - 자막: 영어 | - 40편 - 디스크 2매 - 1.78:1 종횡비 - 음성: 영어 (돌비 스테레오) - 자막: 영어 | - 40편 - 디스크 2매 - 1.78:1 종횡비 - 음성: 영어 (돌비 스테레오) - 자막: 영어 | - 40편 - 디스크 2매 - 1.78:1 종횡비 - 음성: 영어 (돌비 스테레오) - 자막: 영어 | - 전체 40편에 대한 코멘터리 - 미방송된 장면 - 미방송된 파일럿 - 파일럿 애니메틱 - 〈마법 파워〉 애니메틱 - 새롬에서 이루어진 연필 시험 영상 - 샘 마린의 팝스 캐릭터 대본 읽기 - 주인공들 그리는 법 - Hodgepodge Monster의 CG 시험 - 샌디에이고 코믹콘 2010 예고편 - 단편영화 《The Naïve Man from Lolliland》 - 《Party Tonight》 뮤직 비디오 - J. G. 퀸텔 인터뷰 영상 - J. G. 퀸텔이 시리즈 기획을 위해 그렸던 포스트잇들 - J. G. Pitches “The Power” - 《레귤러 쇼》 광고 영상 - Sam Marin singing Blitzkrieg Bop | - 전체 40편에 대한 코멘터리 - 미방송된 장면 - 미방송된 파일럿 - 파일럿 애니메틱 - 〈마법 파워〉 애니메틱 - 새롬에서 이루어진 연필 시험 영상 - 샘 마린의 팝스 캐릭터 대본 읽기 - 주인공들 그리는 법 - Hodgepodge Monster의 CG 시험 - 샌디에이고 코믹콘 2010 예고편 - 단편영화 《The Naïve Man from Lolliland》 - 《Party Tonight》 뮤직 비디오 - J. G. 퀸텔 인터뷰 영상 - J. G. 퀸텔이 시리즈 기획을 위해 그렸던 포스트잇들 - J. G. Pitches “The Power” - 《레귤러 쇼》 광고 영상 - Sam Marin singing Blitzkrieg Bop | - 전체 40편에 대한 코멘터리 - 미방송된 장면 - 미방송된 파일럿 - 파일럿 애니메틱 - 〈마법 파워〉 애니메틱 - 새롬에서 이루어진 연필 시험 영상 - 샘 마린의 팝스 캐릭터 대본 읽기 - 주인공들 그리는 법 - Hodgepodge Monster의 CG 시험 - 샌디에이고 코믹콘 2010 예고편 - 단편영화 《The Naïve Man from Lolliland》 - 《Party Tonight》 뮤직 비디오 - J. G. 퀸텔 인터뷰 영상 - J. G. 퀸텔이 시리즈 기획을 위해 그렸던 포스트잇들 - J. G. Pitches “The Power” - 《레귤러 쇼》 광고 영상 - Sam Marin singing Blitzkrieg Bop | - 전체 40편에 대한 코멘터리 - 미방송된 장면 - 미방송된 파일럿 - 파일럿 애니메틱 - 〈마법 파워〉 애니메틱 - 새롬에서 이루어진 연필 시험 영상 - 샘 마린의 팝스 캐릭터 대본 읽기 - 주인공들 그리는 법 - Hodgepodge Monster의 CG 시험 - 샌디에이고 코믹콘 2010 예고편 - 단편영화 《The Naïve Man from Lolliland》 - 《Party Tonight》 뮤직 비디오 - J. G. 퀸텔 인터뷰 영상 - J. G. 퀸텔이 시리즈 기획을 위해 그렸던 포스트잇들 - J. G. Pitches “The Power” - 《레귤러 쇼》 광고 영상 - Sam Marin singing Blitzkrieg Bop |
| 발매일                                                                        |                                                                               |                                                                               |                                                                               | | | | |
| 지역코드 1                                                                    | 지역코드 1                                                                    | 지역코드 2                                                                    | 지역코드 2                                                                    | 지역코드 4 | 지역코드 4 | 지역코드 A | 지역코드 A |
| 2013년 7월 16일                                                               | 2013년 7월 16일                                                               | 2014년 10월 6일                                                               | 2014년 10월 6일                                                               | 2013년 10월 2일 | 2013년 10월 2일 | 2013년 7월 16일 | 2013년 7월 16일 |